# 电子盐

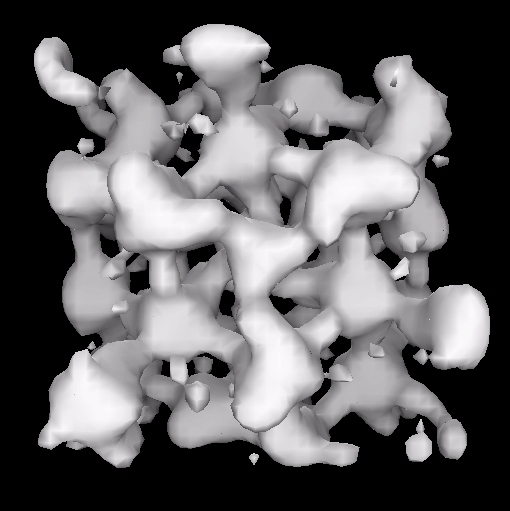
电子盐的结构

电子盐、电子化合物是一类化合物，其中以电子作阴离子。 第一个研究的电子盐是碱金属的液氨溶液。 比如，钠溶于液氨时，会生成含有[Na(NH3)6]+及溶剂合电子的蓝色溶液。此类溶液是强还原剂，可以用于Birch还原芳香化合物，放置时氨会被电子还原，逐渐生成金属氨基盐：
[Na(NH3)6]+e−  +  NH3  →  NaNH2  +  H2
[Na(NH3)6]+e−中加入2.2.2-穴醚生成[Na(2,2,2-穴醚)]+e−溶液，蒸发得到蓝黑色顺磁性的盐类，化学式为[Na(2,2,2-crypt)]+e−，于240K以上分解。这些盐属于莫特绝缘体，电子在阳离子之间离域。
又如金属钠在一定量的二苯并-18-冠-6中的溶解度可以达到0.21mol/L，成为电解质溶液。以钠为电极电解可得钠的电子盐，反应方程式如下
Na＋nL⇌Na＋(L)＋es-⇌[Na(L)n]＋[es-]（电子盐）